# Monument 100 jaar afschaffing slavernij (Nieuw-Nickerie)
Er werd op 1 juli 1963 een monument onthuld voor 100 jaar afschaffing slavernij, ook wel het 1 juli-monument genoemd. Het staat op het DC Roblesplein in Nieuw-Nickerie, Suriname, op de hoek van G.G. Maynardstraat (toen de Voorstraat) en de Waterloostraat.
De onthulling vond plaats op een maandagmiddag, te midden van een uitgebreid programma. Er werden dankdiensten in kerken en tempels gehouden, een optocht met versierde voertuigen, een modeshow met kotomisi's, een kinderbal en een volksbal.
De zondag ervoor stond ook in het teken van het eeuwfeest met vier maal een ceremonie van kanonschoten, loeiende sirenes en luidende kerkklokken: om 6 uur, 12 uur, 6 uur 's avonds en middernacht, in het laatste geval samen met vuurwerk. Tevens vonden dankdiensten plaats. De proclamatie van gouverneur Archibald Currie en de toespraak van premier Johan Pengel werden via de radio uitgezonden in Suriname, Nederland, Curaçao, Aruba en New York. In de avond was er een gratis filmvoorstelling en een Srananneti (een culturele Surinaamse viering).